# یوزف موزر
یوزف موزر (آلمانی: Josef Moser؛ زادهٔ ۲۴ ژانویهٔ ۱۹۱۷) دوچرخه‌سوار اهل اتریش است.  وی در بازی‌های المپیک تابستانی ۱۹۳۶ شرکت کرده است.